# Mediahuis Aachen

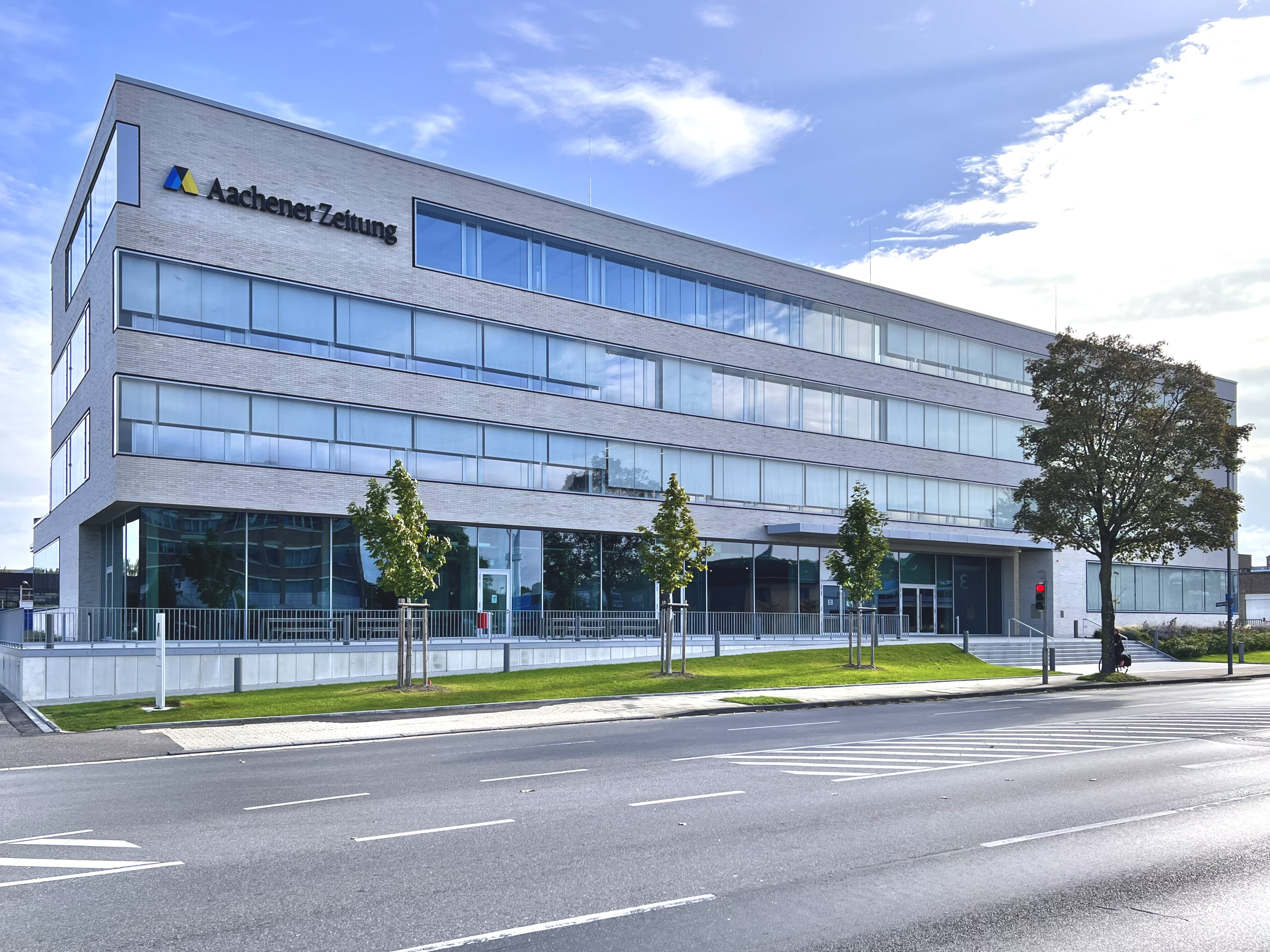
Gebäude Medienhaus Aachen

Die Mediahuis Aachen GmbH (bis 2024 Medienhaus Aachen GmbH, bis 2019 Zeitungsverlag Aachen GmbH) ist ein regionales Medienunternehmen im Raum Aachen-Düren-Heinsberg. Das publizistischen Kernprodukt des Verlages ist die Aachener Zeitung, ab 1975 bis zur Einstellung 2022 gab er auch die konkurrierenden Aachener Nachrichten heraus. Seit 2022 gehört der Verlag zur Mediahuis-Gruppe mit Sitz in Antwerpen.

## Geschichte

### Aachener Nachrichten

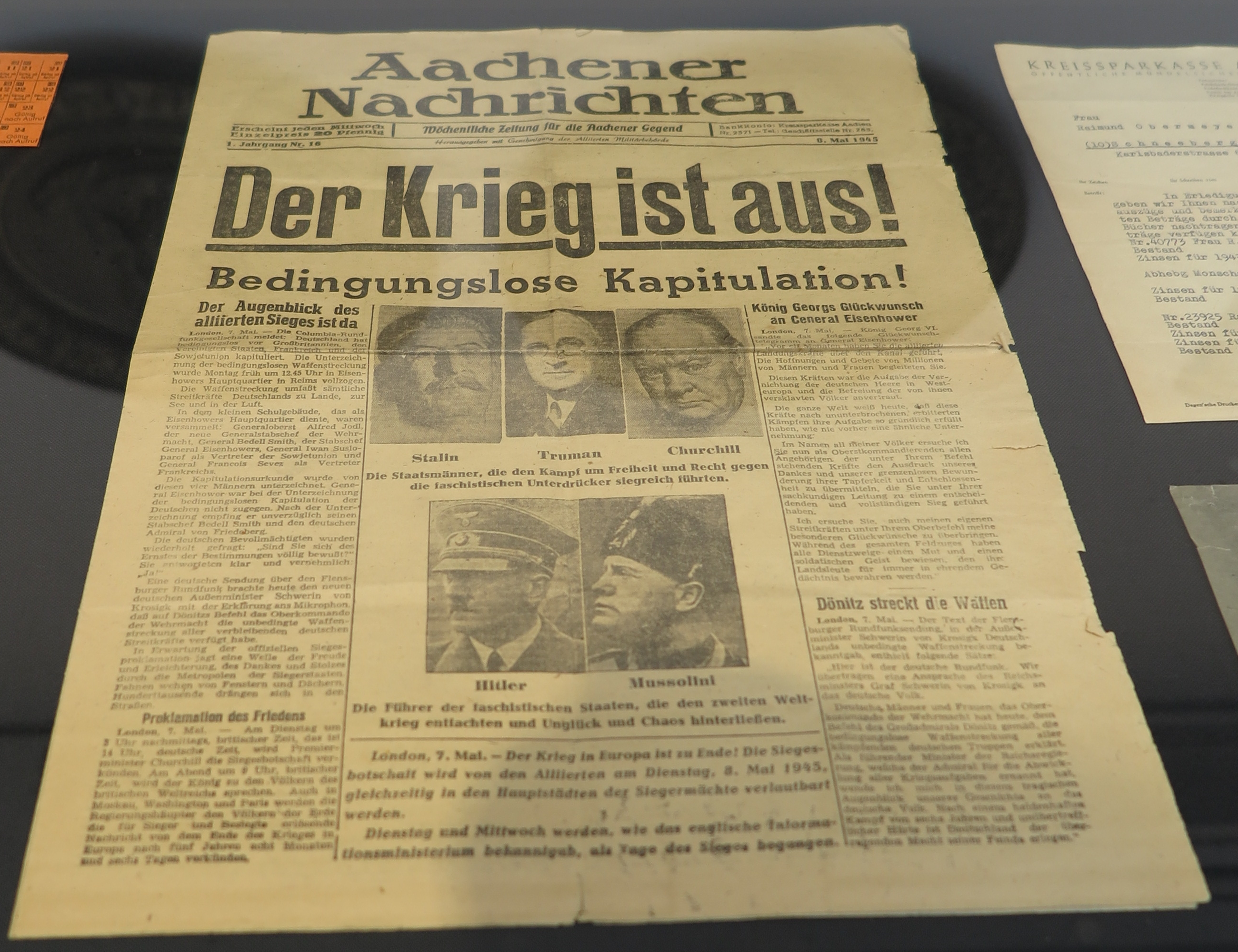
Ausgabe der Aachener Nachrichten vom 8. Mai 1945 im Centre Charlemagne

Während der letzten Kriegsmonate und nach dem Einmarsch der alliierten Truppen in Aachen erschien unter dem Namen Aachener Nachrichten die erste, nicht mehr von den Nationalsozialisten kontrollierte Zeitung. Mit der ersten Ausgabe vom 24. Januar 1945 verband die Militärregierung die Hoffnung, dass „die Aachener Nachrichten den Anfang für den Wiederaufbau einer freien deutschen Presse bilden“. Anfangs kontrollierten amerikanische Presseoffiziere den Inhalt des Blattes, das am 27. Juni 1945 mit der Lizenz Nr. 1 in deutsche Hände überging. Dadurch sollte an die Tradition des 1872 gegründeten Aachener Anzeigers und des 1878 gegründeten Politischen Tagesblatts, das bis September 1944 erschienen war, angeknüpft werden. Beide waren durch das Wirken der Verlegerfamilien La Ruelle und Cerfontaine geprägt. 1996 trat die Rheinisch-Bergische Verlagsgesellschaft in die Herausgeber-Gesellschaft der Aachener Nachrichten ein und löste die Nachfahren der Gründergeneration der Familie Cerfontaine ab.

### Aachener Zeitung
Als Nächstes erschien am 6. März 1946 die erste Ausgabe der Aachener Volkszeitung, zunächst zweimal wöchentlich mit vier Seiten Umfang und einer Auflage von 53.000 Exemplaren. Die britische Militärregierung erteilte den Gründern Johannes Ernst, Jakob Schmitz, Albert Maas sowie Josef Hofmann die Lizenz Nr. 8 nach dem Zweiten Weltkrieg für die Herausgabe einer christlich-demokratischen Tageszeitung. Trotz schwieriger materieller Lage entstanden im Regierungsbezirk Aachen sieben Lokalausgaben. Ab 1948 wurde die Volkszeitung auf einer eigenen Rotationsmaschine gedruckt und ab 1950 erschien sie an sechs Tagen in der Woche. Mit der Einweihung des Verlagsgebäudes an der Theaterstraße im März 1951 war die Aufbauphase abgeschlossen. Zum 50. Jahrestag der Lizenzerteilung am 6. März 1996 wurde die Aachener Volkszeitung in Aachener Zeitung umbenannt.

### Zeitungsverlag Aachen

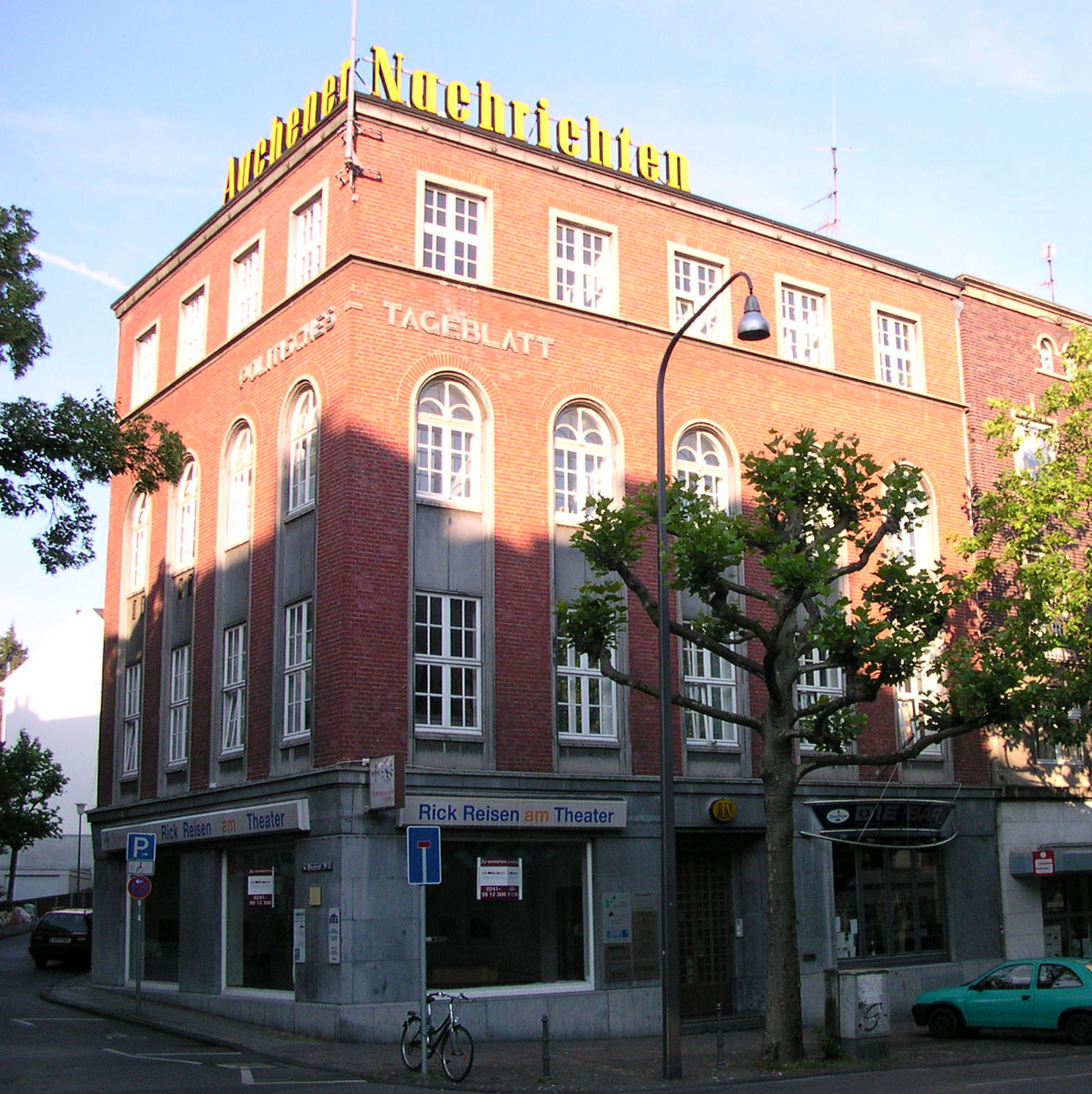
Ehemaliges Verlagsgebäude Theaterstraße Aachen

Im Januar 1975 entschieden sich die Herausgeber der Aachener Zeitung und der Aachener Nachrichten, die beiden Tageszeitungen zusammenzuführen. Das Konzept sah eine Zusammenlegung des Anzeigengeschäfts und der Verwaltung sowie eine gemeinsame Nutzung technischer Anlagen und Vertriebsorganisationen vor. Die Redaktionen beider Tageszeitungen blieben weiterhin eigenständig und im Wettbewerb zueinander bestehen. Im Mai 1975 wurde die Zeitungsverlag Aachen GmbH gegründet, in der 2020 die Aachener Verlagsgesellschaft 70 Prozent und die Aachener Nachrichten Verlagsgesellschaft mbH & Co. KG 30 % der Anteile hielt. Die Aachener Verlagsgesellschaft selbst gehört wiederum zu 100 % den Gründerfamilien Ernst, Hofmann und Maas von der Aachener Zeitung. Im Jahr 2003 machte die wirtschaftliche Entwicklung der Tageszeitungen in Deutschland auch bei den Aachener Zeitungen Einschnitte in die Strukturen erforderlich, um die Existenz der beiden Titel zu sichern. Realisiert wurde eine teilweise Zusammenlegung des Mantels sowie einzelner Lokalteile beider Tageszeitungen.

### Übernahme und Fusion der Zeitungen
Mit Wirkung zum Jahresbeginn 2022 hat die belgische Mediahuis-Gruppe 100 % der Gesellschaftsanteile der Aachener Verlagsgesellschaft mbH (AVG) übernommen und ist damit neuer Mehrheitsgesellschafter der Medienhaus Aachen GmbH. Die Gruppe ist in Belgien, in den Niederlanden, Irland sowie Luxemburg aktiv und beabsichtigt weiter in Europa zuwachsen. Bekannte Medienmarken sind De Standaard in Brüssel, De Telegraaf in Amsterdam, De Limburger sowie das Luxemburger Wort.
Im August 2022 wurde der Beschluss bekannt, dass Zeitung und Nachrichten endgültig fusionieren. Seit März 2023 gibt es infolgedessen nur noch die Aachener Zeitung als gedruckte Tageszeitung. Obwohl die „Aachener Nachrichten“ einst für eine links-liberale und die „Aachener Volkszeitung“ für eine konservative Orientierung standen, soll die Meinungsvielfalt nicht verloren gehen. Manche Leser hätten sich auch einen neuen, neutralen Namen für die „letzte“ Tageszeitung gewünscht. Diese Umstrukturierung betrifft auch die Lokalausgaben.
Am 17. Januar 2024 wurde bekannt, dass die Mediahuis-Gruppe mit Übernahme der 30-prozentigen Beteiligung der Rheinischen Post Mediengruppe Alleineigentümer der Medienhaus Aachen GmbH geworden ist. Seit 1. August 2024 trägt das Unternehmen den Namen Mediahuis Aachen.

## Medien
Das Medienhaus Aachen ist spezialisiert auf verschiedene Mediengattungen, wobei die Wurzeln im traditionellen Zeitungsgeschäft liegen. Dazu kamen im Laufe der Jahre weitere gedruckte Produkte, wie Anzeigenblätter und Magazine, aber auch digitale Medien.

## Print

Printmedien im Medienhaus Aachen

### Regionale Tageszeitungen
Die publizistischen Kernprodukte des Zeitungsverlags Aachen sind die beiden Tageszeitungen „Aachener Nachrichten“ und „Aachener Zeitung“. Diese erscheinen mit zusammen 17 Lokalausgaben im Rheinischen Format in der Städteregion Aachen sowie den Kreisen Düren und Heinsberg. Mit rund 100.000 Exemplaren erreichen sie nach Eigenangaben täglich ca. 300.000 Leser.

### Anzeigenblätter
Die beiden kostenlosen Anzeigenblätter „Super Sonntag“ und „Super Mittwoch“ werden von den Tochterunternehmen Super Sonntag Verlag GmbH und Verlag Aachener Anzeigenblatt GmbH & Co. KG veröffentlicht. Jeden Sonntag wurden rund eine halbe Million Exemplare des „Super Sonntag“ in die Haushalte der Städteregion Aachen sowie der Kreise Heinsberg und Düren geliefert. Dagegen erschien bis Juni 2020 der „Super Mittwoch“ mit wöchentlich rund 230.000 Exemplaren ausschließlich in der Städteregion Aachen und wurde anschließend aus dem Markt genommen. Im Zuge der Fusionierung wurde ebenfalls das Blatt „Super Sonntag“ ab November 2022 in „Zeitung am Sonntag“ umbenannt.

### Magazine
Die „print’n’press Verlag GmbH“ ist eine Tochterfirma des Medienhaus Aachen, in dem monatlich Magazine veröffentlicht werden. Das Stadtmagazin „Klenkes“ bietet Inhalte um die Themen Kultur und Veranstaltungen. Mit den jährlich erscheinenden Magazinen „GastroGuide Euregio“, „FreizeitGuide Euregio“ und zwei Line Extensions in Richtung Wandern und Radfahren, spezialisierte sich der Verlag auf Themen wie Gastronomie und Freizeit aus Aachen und der Euregio Maas-Rhein.
Weitere vom Medienhaus Aachen herausgegebene Drucke sind die jährlich erscheinenden Magazine „Studieren in Aachen“, „Aachen kompakt“, „Aczente Kultursommer“, „Älter werden in Aachen“ sowie die zweimal jährlich erscheinenden Magazine „RWTH Themen“ und Alunmizeitschrift „RWTH keep in touch“.

## Digitale Medien

### aachener-zeitung.de und aachener-nachrichten.de
Mit den Online-Nachrichten-Portalen „www.aachener-nachrichten.de“ und „www.aachener-zeitung.de“ wird der Online-Auftritt der beiden Tageszeitungen dargestellt, in der täglich lokale und regionale Themen aufbereitet werden. Die Portale sind für mobile Endgeräte optimiert und bieten multimediale Inhalte wie Bilder und Videos, die von monatlich rund 1 Mio. Interessenten abgerufen werden. Im September 2013 führte das Medienhaus auf seinen Online-Angeboten Bezahlinhalte nach dem Freemium-Modell ein. Vor allem regionale Inhalte sind seitdem nur noch gegen Bezahlung per Abo oder Tagespass zugänglich.

### ePaper und ePaper-Apps
Die Printausgaben der Tageszeitungen „Aachener Zeitung“ und „Aachener Nachrichten“ sowie der Anzeigenblätter „Super Sonntag“ und bis Juni 2020 „Super Mittwoch“ stehen, bzw. standen den Abonnenten auch als ePaper im Internet zur Verfügung. Die entsprechenden Apps machen das Lesen der digitalen Ausgabe über mobile Endgeräte möglich. Ebenso kann das Stadtmagazin „Klenkes“ digital als klenkes.de oder klenkes-neo.de abgerufen werden.

### FuPa.net
Das regionale Fußballportal „FuPa.net“ ist ein Mitmach-Portal für Amateurfußballer. Im März 2013 hat das Medienhaus Aachen die Plattform für den Fußball-Verband Mittelrhein gemeinsam mit dem Kölner Stadt-Anzeiger und dem Bonner General-Anzeiger herausgebracht. Die Betreuung des Portals und der Amateur-Fußballer der Region Aachen-Düren-Heinsberg liegt beim Medienhaus in Aachen. Nutzer stellen Berichte, Fotos, Live-Ticker und Vereinsinformationen ein, die rund 6 Millionenfach angeklickt werden.

### Aachen-gedenkt.de / Aachen-gratuliert.de
Die beiden Portale „aachen-gedenkt.de“ und „aachen-gratuliert.de“ bieten Nutzern die Gelegenheit, online ihre Familienanzeigen zu veröffentlichen sowie dort zu kondolieren oder Glückwünsche zu verschicken. Zusätzlich bieten die Portale themenbezogene Informationen und Kontakte über Branchenverzeichnisse.

### OecherDeal
Mit dem Ziel des Aufbaus einer regionalen Online-Couponing-Site gründete das Medienhaus Aachen im Juni 2011 gemeinsam mit dem Aachener Unternehmer Markus Hahmann von der Linnepe das Unternehmen DealWorx GmbH & Co. KG. Dabei werden auf der Plattform „www.oecherdeal.de“ täglich Gutscheine zu vergünstigten Aktivitäten, Waren und anderen Dienstleistungen angeboten. Nach erfolgreichem Start wurde die Aktion um die Schwester-Plattformen „heinsbergerdeal.de“, „duerenerdeal.de“ und „beldeal.be“ (für Ostbelgien) ausgeweitet. Seit Ende 2012 wird die Dealportallösung zudem auch als Software-as-a-Service von anderen regionalen Tageszeitungsverlagen eingesetzt.
Im weiteren Sinne zählen zu dieser Kategorie auch das regionale online-Azeigenportal „Kalaydo“ sowie die Stellenbörse für Auszubildende „Acubi.de“.

## Radio
Der Verlag hält Anteile an dem lokalen Radiosender Antenne AC sowie über die PFD Pressefunk GmbH einen 5%-Anteil an dem regionalen Radiosender 100’5 Das Hitradio.

## Dienstleistungen/Tochterunternehmen

### Medienhaus Aachen Dialog GmbH
Die hundertprozentige Tochterfirma des Medienhaus Aachen beschäftigt sich mit der telefonischen und persönlichen Kundenbetreuung. Ein eigenes Telefonieteam bearbeitet die Kundenanfragen von Abonnenten der Aachener Tageszeitungen, die Anzeigenannahme für die Tageszeitungen und die Anzeigenblätter sowie Anfragen nach Veranstaltungstickets.
In verschiedenen Servicestellen ist das Medienhaus persönlich für die Kunden ansprechbar, an denen Tickets verkauft, Anzeigen aufgeben und Abos geändert oder abgeschlossen werden können.

### Euregio Druck GmbH
Die „Euregio Druck GmbH“ ist ein hundertprozentiges Tochterunternehmen der Aachener Verlagsgesellschaft mbH. Auf den Produktionsanlagen werden in zwei Drucktürmen mit je acht Druckstellen im Rollenoffset-Zeitungsdruckverfahren täglich Zeitungen und zeitungsähnliche Produkte hergestellt. Mit einer Geschwindigkeit von 12,75 Metern pro Sekunde lassen sich auf den Druckmaschinen 45.000 Zeitungen pro Stunde drucken.

### Medienhaus Aachen Event GmbH
Einst als „Euregio Messen GmbH“ auf dem Markt tätig, wurde die hundertprozentige Tochterfirma im Dezember 2019 in die „Medienhaus Aachen Event GmbH“ umbenannt. Sie organisiert Veranstaltungen und Messen in der Region Aachen-Düren-Heinsberg, darunter die jährlich stattfindende „Euregio Wirtschaftsschau“ und die „Euregio Bauweltmesse“ in Aachen sowie die Design- und Lifestyle Messe „Geschmackvoll“, die Messe „RegioHochzeit“, die „Aachener Immobilienmesse“, der „Aachener Karrieretag“ und die Haustiermesse „Pfote & Co.“.
Die „Medienhaus Akademie“ widmet sich dem Thema Fort- und Weiterbildung. In den Seminaren von „Horizont Wissen“ werden verschiedene Trainings, Workshops und Vorträge angeboten, die an Professionals, Quereinsteiger oder Berufsanfänger gerichtet sind.

### Euregio MH Boten GmbH
Die „Euregio MH Boten“ ist eine hundertprozentige Tochter der „Medienhaus Aachen GmbH“, das auf Postdienstleistungen spezialisiert ist. Mit der Marke Brief- und Paketdienst Aachen-Düren-Heinsberg werden 800 regionale Kunden betreut. Täglich werden insgesamt bis zu 80.000 Sendungen in der Sortierzentrale sortiert und verteilt. Neben dem Post- und Paketversand zählen außerdem Zusatzleistungen wie das Drucken, Falzen und Kuvertieren von Sendungen zum Service des Brief- und Paketdienstes.

### Leiharbeitsfirma MPE
Anfang 2010 wurde bekannt, dass der Verlag künftig neue Mitarbeiter in der eigens gegründeten Leiharbeitsfirma „Medien-Personalservice Euregio“ (MPE) anstellen will. Das Gehalt der Mitarbeiter soll laut Betriebsrat 20 Prozent unter dem Redakteurstarif liegen. Nach Angaben der Geschäftsführung sollen mit dem neuen Unternehmen nicht nur Möglichkeiten genutzt werden, um Kosten zu senken. Es sei auch geplant, für andere Medienunternehmen tätig zu werden.